# 释法云
释法云（韓語：법운，526年—576年），俗名公夌宗（韓語：삼맥종），俗姓金，古朝鲜新罗人。未出家前为新罗国第二十四代君主，谥号真兴。释法云是立宗葛文王仇珍（法兴王之弟）之子，母亲是息道夫人金氏（法兴王之女）。。

## 生平
释法云七岁继位，少时勤政宽仁，喜闻善事，除恶不怠。因笃信佛教，建寺弘法，真兴王建元五年二月（545年），兴轮寺建成，三月降旨准许人出家为僧尼奉佛。真兴王建元十年（550年），梁朝派遣使者与入学僧觉德送佛舍利到新罗国，真兴王派百官于兴轮寺前列班恭迎佛舍利安寺供奉。真兴王二十六年（566年），陈朝派遣使者刘思与僧人明观，向新罗国赠送佛教经论七百多卷。
释法云在位期间，广建佛寺，除兴轮寺之外，另建有：祇园寺、实际寺及黄龙寺；祇园寺、实际寺完工于真兴王二十七年（567年）。真兴王所建造的佛寺中，以黄龙寺的规模最为宏大。建元十四年（554年）二月时，真兴王原先命令有司在月城东边建筑新的宫殿，但建地上出现了一条黄龙，令王大为惊异，于是下令在新皇宫的建地上改建佛寺，取名黄龙寺。
释法云自幼一心奉佛，晚年出家为僧，住锡永兴寺，自号法云，奉持戒律，三业清净，专志修行，不久其妻思道王后也出家为尼。释法云薨于576年八月，世寿51岁，新罗以国礼将其安葬于哀公寺北峰。